# ヴァルター・シュック
ヴァルター・シュック(ドイツ語: Walter Schuck、1920年7月30日 - 2015年3月27日)は、ドイツの空軍軍人。最終階級は空軍中尉。第二次世界大戦では総撃墜数206機を記録したエース・パイロットであり、その戦功から柏葉付騎士鉄十字章を受章した。

## 経歴
第二次世界大戦勃発当初の1940年10月、第3戦闘航空団(JG3)へ配属。1942年4月からは第5戦闘航空団(JG5)第7飛行中隊へ配属替えとなり、北欧へ派遣された。5月15日に初の戦果を上げた彼は、約1年後の1943年8月2日までに計54機を撃墜しており、その途中でドイツ十字章を受章している。10月13日には軍曹へと昇進した。
1944年4月8日、計84機撃墜の戦功により騎士鉄十字章を受章した。6月1日に少尉へと昇進した彼の撃墜数はさらに伸び、6月12日には計100機撃墜を記録するに至っている。9月30日、僅か3か月で約70機を撃墜した彼は柏葉付騎士鉄十字章を受章しているが、その時の総撃墜数は172機にも上る。1945年1月1日、中尉へと昇進した彼は、JG5第10飛行中隊中隊長に就任した。その後、2月に第7戦闘航空団(JG7)第3飛行中隊へと転属となり、搭乗機もメッサーシュミット Bf109からメッサーシュミット Me262へと変更しているが、Me262でも8機撃墜を記録し、JG7第3飛行中隊中隊長へと就任した。最終的に、第二次世界大戦を通して206機の撃墜を記録している。終戦間近、アメリカ陸軍航空軍との交戦で撃墜されるものの、パラシュート脱出を図り事なきを得ている。
2015年3月に死去するまで、数少ない存命の3桁撃墜のパイロットとして知られていた。彼の死去に伴い、3桁撃墜の存命パイロットはエーリッヒ・ルドルファー(222機～224機)のみとなっていたが、ルドルファーは2016年に亡くなった。

## 叙勲
- 鉄十字章
  - 二級鉄十字勲章1939年章
  - 一級鉄十字勲章1939年章
- ドイツ十字章
  - ドイツ十字章金章 (1943年6月24日)[3]
- 騎士鉄十字章[3]
  - 騎士鉄十字章 (1944年4月8日)
  - 柏葉付騎士鉄十字章 (1944年9月30日)

## 著書
ヴァルター・シュック:Abschuss! Von der Me 109 zur Me 262. Helios, Aachen 2007, ISBN 978-3-938208-44-1